# 海南鳞花草
海南鳞花草（学名：Lepidagathis hainanensis）为爵床科鳞花草属的植物，是中国的特有植物。分布在中国大陆的广西、海南等地，生长于海拔400米至800米的地区，一般生长在森林边缘，目前尚未由人工引种栽培。
其种加词“hainanensis”意为“海南的”。